# Penthetria mexicana
Penthetria mexicana är en tvåvingeart som först beskrevs av Hardy 1937.  Penthetria mexicana ingår i släktet Penthetria och familjen hårmyggor. Inga underarter finns listade i Catalogue of Life.